# Adult Film Database
Adult Film Database (AFD)  là cơ sở dữ liệu trang web người lớn bằng tiếng Anh, có nhiệm vụ lưu giữ hồ sơ của tất cả các phim khiêu dâm và các ngôi sao phim người lớn. Cơ sở dữ liệu này bao gồm phim ảnh, tiểu sử một phần, bài đánh giá, ảnh tĩnh phim người lớn được gắn nhãn và phân loại, cũng như blog về ngành công nghiệp người lớn được cập nhật thường xuyên, có các tin tức mới nhất về người lớn biểu diễn, phim, đạo diễn, hãng phim, cập nhật trang web và tin tức người lớn lặt vặt từ khắp nơi thế giới.

## Thành lập và tóm tắt
Trang web được tạo ra vào năm 1991 dưới tên Sodomite bởi một sinh viên đại học. Đây là một nỗ lực nhằm lấp đầy khoảng trống của sự vắng mặt tạm thời của  Internet Adult Film Database (IAFD) và như một dự án phát triển web. Năm 1999, tên của trang web được đổi thành AdultFilmDatabase.com. Ngày nay, AdultFilmDatabase.com là một đối thủ cạnh tranh lớn với Internet Adult Film Database.
Lấy cảm hứng từ cả Internet Adult Film Database và IMDb, đồng thời củng cố mối quan hệ với các công ty chính trong ngành như Vivid Entertainment, Hustler, Wicked và Digital Playground, AdultFilmDatabase.com cung cấp thông tin về hơn 100.000 phim người lớn và 60.000 nghệ sĩ biểu diễn (cập nhật cho đến tháng 3 năm 2019).
Được điều hành bởi một nhóm vợ chồng,Adult Film Database là cơ sở dữ liệu dành cho người lớn trực tuyến đầu tiên bao gồm cả những video của diễn viên khiêu dâm dị tính và đồng tính nam.
Vào ngày 1 tháng 10 năm 2007, Adult Film Database đã được đề cập trong một bài báo về Internet Adult Film Database từ tờ báo trực tuyến Folha de S.Paulo của Brazil.

## Tranh cãi
Vào tháng 10 năm 2007, Adult Film Database đã lật tẩy tin đồn rằng nghệ sĩ biểu diễn phim người lớn huyền thoại Tamara Lee (sinh ngày 30 tháng 7 năm 1969) đã chết vì AIDS. Tin tức này được trang Adult Video News (AVN) đưa tin trong một bài báo vào ngày 23 tháng 10 năm 2007.